# Marcin Kowalik
Marcin Kowalik (ur. 1981 w Zamościu) – malarz, autor instalacji artystycznych, performer, kurator wystaw, opiekun artystyczny; mieszka i tworzy w Krakowie.

## Życiorys
Uczęszczał do Państwowego Liceum Sztuk Plastycznych w Zamościu. W 2001 roku rozpoczął studia na Wydziale Malarstwa krakowskiej Akademii Sztuk Pięknych. W 2006 roku obronił pracę dyplomową przygotowaną w pracowni prof. Adama Wsiołkowskiego. Stopień doktora otrzymał w 2006 roku. Obecnie pracuje na macierzystej uczelni. Ponadto wykładał gościnnie w National College of ART and Design w Dublinie oraz na Uniwersytecie w Ostrawie. Wspólnie z historykiem filozofii Eweliną Zwolan-Gottfrund prowadził także wykłady w European Union House w Dublinie.
Od kilku lat Marcin Kowalik jest fundatorem stypendium "Wiara w malarstwo" skierowanego dla uczniów ostatnich klas Liceum Sztuk Plastycznych w Zamościu.

## Nagrody, wyróżnienia, stypendia[3]
- 2001 – Stypendium Ministra Kultury i Dziedzictwa Narodowego
- 2002 – Stypendium Prezydenta Miasta Zamościa
- 2007 – Crosskick Academie, Berlin, organizator – AdKV
- 2008 – Stypendium pobytowe, Ateliers Höherweg 271, Düsseldorf

## Wystawy indywidualne[3]
- 2016 – A Tale of the Working (Wo) Man, Galeria Pieńków, Knoxville, USA
- 2016 – Po drugiej stronie lustra, Holistic Clinic, Kraków
- 2016 – Zbieżne, Messier 42, Kraków
- 2015 – Dalsza perspektywa, Kongres Prawa Przestrzeni Kosmicznej – Cosmo 2015, Instytut Allerhanda, Polonia Palace Hotel, Warszawa
- 2015 – River Ride, BWA Rzeszów
- 2015 – Aktive Betrachtung, Galerie Nielaba, Berno, Szwajcaria
- 2015 – #GetNoticed, Galeria Grupy Lasem, Kraków
- 2015 – Malarstwo, Showroom Galeria Sztuki Stalowa, Zamość
- 2015 – Spoiwo – nadprzestrzeń koloru, Galeria Na Lato, Kraków
- 2015 – Malarstwo, wystawa na gali wręczenia nagród miesięcznika Gazzetta Italia, Pałac Zamoyskich, Warszawa
- 2014 – Sztuczna natura, Radna 6/8, Warszawa
- 2014 – Malarstwo, Mont des Arts Gallery, Bruksela
- 2014 – Art Decoder, Budynek biurowy UBS Kraków
- 2014 – Mój Wschód, Stałe Przedstawicielstwo Polski przy Unii Europejskiej, Bruksela
- 2013 – Faza lustra, BWA Galeria Zamojska, Zamość
- 2013 – Mirror Phase, Sol Art Gallery, Dublin
- 2013 – Faza lustra, Galeria Pieńków, Pieńków (woj. lubelskie)
- 2010 – Kolorowe pudełko na śniegu, malarstwo, PKOL, Warszawa
- 2009 – Nieznane królestwo, malarstwo, Muzeum Narodowe, Kraków
- 2008 – Pejzaż w pudełku, malarstwo, Galeria Artemis, Kraków
- 2008 – Space of a Painting, malarstwo, performance, instalacja, Atteliers Höherweg, Düsseldorf
- 2007 – Space of Travel, malarstwo, Scarbata Galerie, Lipsk
- 2005 – Dreaming, Kancelaria Rottermund, Hamburg
- 2004 – Malarstwo, ING Bank Śląski, Kraków.

## Wystawy zbiorowe[3]
- 2016 – 66/33 – Adam Wsiołkowski / Marcin Kowalik, Galeria Dystans, Kraków
- 2016 – W jak Wieliczka, Marcin Kowalik / Kat Lam (USA), mural na budynku salonu meblowego 4 Style w Wieliczce
- 2015 – From One Place to Another – Long Weekend, Messier 42, Kraków
- 2015 – 66/33 – Adam Wsiołkowski / Marcin Kowalik, Galeria Stalowa, Warszawa
- 2015 – PICTUREpaint, uliczna akcja malarska, Zamość, Warszawa, Dublin
- 2015 – Z pracowni prof. Adama W., Wojewódzka Biblioteka Publiczna w Krakowie
- 2014 – POLIRE, POLish/IRish Ex hibition Marcin Kowalik / Oliver Whelan, Oslo
- 2013 – MEANINGS, Marcin Kowalik, Tommy Barr, Oliver Whelan, Galeria Stalowa, Warszawa
- 2013 – Affordable Art Fair Battersea, stoisko galerii Vernisage
- 2012 – Faza lustra, Marcin Kowalik, Moray Hillary, Agnes Nedregard, Uniwersytet Jagielloński, Kraków
- 2012 – Odkrycie, Warszawskie Targi Sztuki, stoisko Artsupport
- 2012 – Scope Miami, stoisko Faktoria Artystyczna
- 2012 – Kompas Młodej Sztuki, PKOL, Warszawa
- 2011 – Kinderspiele, Zbiornik Kultury, Kraków
- 2011 – Wuthering Heights, Ola Narr, Oslo
- 2011 – Berlin Preview, stoisko Galerii Program z Warszawy
- 2010 – The Whole Place is Dark 3, Cellar Gallery Kraków (organizator)
- 2010 – The Merger – by following this 1 Easy Rule, Chicago
- 2010 – Kunst im Wohnzimmer, Herford
- 2009 – Rewizyta, Marcin Kowalik i zaproszeni artyści z Ateliers Höherweg 271, Düsseldorf, Galeria Program, Warszawa (organizator)
- 2009 – Fotomix, Marek Gardulski + Emil Zander x Marcin Kowalik, Studio fotograficzne Emila Zandera, Düsseldorf (organizator)
- 2009 – The Whole Place is Dark and We See, Kraków, Wrocław (organizator)
- 2009 – Fragments, Kolonia (Niemcy) (organizator)
- 2009 – Granice tożsamości, Kolonia, Kraków
- 2009 – Christmas Palm, Berlin Freies Museum, Tacheles, Der Ort Galerie, Belletage, Whiteconcepts Gallery, Absence of Art Gallery, Galeria Zero (organizator)
- 2008 – Wagnis Wirklichkeit, Realismus in der Zeitgenössischen Kunst, 16 Künstlerpositionen, Galerie Epikur, Wuppertal
- 2008 – !artgame! – Marcin Kowalik + Paul Schwer, Club 69, Münster
- 2007 – 16 rzeczy, które mogłyby się nie znaleźć, Artpol, Kraków
- 2007 – Setny Salon Artystów Orleanskich (gość honorowy), Orlean
- 2007 – Crosskick, Kunsthalle, Lingen
- 2007 – ARTFAIR 21, stoisko galerii Epikur z Wuppertalu, Kolonia
- 2006 – Najlepsze dyplomy 2006, Pałac Sztuki TPSP, Kraków
- 2006 – Autoportret, wystawa pokonkursowa (Grand Prix), Muzeum Stalowa Wola, Kraków, Lwów